# Letopaloptera albardiana
Letopaloptera albardiana là một loài côn trùng trong họ Letopalopteridae thuộc bộ Hypoperlida. Loài này được Martynova miêu tả năm 1961.